# William Conrad
William Conrad, geboren als William Cann (Louisville, 27 september 1920 - Los Angeles, 11 februari 1994), was een Amerikaans acteur, televisieregisseur en producer. Hij werd voor zijn rol als Frank Cannon in de actieserie Cannon (1971-1976) tweemaal genomineerd voor een Emmy Award en ook tweemaal voor een Golden Globe. Daarnaast speelde hij onder meer Jason 'Fatman' McCabe in 104 afleveringen van Jake and the Fatman (1987-1992) en was hij de vertellende stem in The Fugitive (1963-1967) en Buck Rogers in the 25th Century (1979-1980).
Conrad deed tevens mee aan allerlei radioprogramma's vanwege zijn markante stem.
Na dertien jaar ervaring te hebben opgedaan als acteur, ging Conrad tevens regisseren en produceren. Hij was het grootste gedeelte van zijn latere leven beduidend te zwaar en overleed op 73-jarige leeftijd aan hartfalen.

## Filmografie
- Pillow to Post (1945) - Eerste motoragent (Niet op aftiteling)
- The Killers (1946) - Max
- Body and Soul (1947) - Quinn
- Arc of Triumph (1948) - Politieman bij ongeluk (Niet op aftiteling)
- To the Victor (1948) - Farnsworth
- Four Faces West (1948) - Sheriff Egan
- Sorry, Wrong Number (1948) - Morano
- Joan of Arc (1948) - Guillaume Erard (a prosecutor)
- Any Number Can Play (1949) - Frank Sistina
- East Side, West Side (1949) - Lieutenant Jake Jacobi
- Escape Televisieserie - Verteller (Afl. onbekend, 1950
- Tension (1950) - Police Lt. Edgar 'Blackie' Gonsales
- One Way Street (1950) - Ollie
- The Milkman (1950) - Mike Morrel
- Dial 1119 (1950) - Chuckles
- Cry Danger (1951) - Louie Castro
- The Sword of Monte Cristo (1951) - Major Nicolet
- The Racket (1951) - Det. Sgt. Turk
- Lone Star (1952) - Mizette
- Cry of the Hunted (1953) - Goodwin
- The Desert Song (1953) - Lachmed
- The Naked Jungle (1954) - Commissioner
- The Bob Mathias Story (1954) - Off-Screen Verteller (Niet op aftiteling)
- 5 Against the House (1955) - Eric Berg, the cash cart man
- The Conqueror (1956) - Kasar
- Johnny Concho (1956) - Tallman
- The Ride Back (1957) - Sheriff Chris Hamish
- Zero Hour! (1957) - Verteller (Stem, niet op aftiteling)
- Bat Masterson Televisieserie - Clark Benson (Afl., Stampede at Tent City, 1958)
- The Rough Riders Televisieserie - Wade Hacker (Afl., The Governor, 1958)
- This Man Dawson Televisieserie - Verteller (Afl. onbekend, 1959
- The Man and the Challenge Televisieserie - Jim Harrigan (Afl., Invisible Force, 1959)
- -30- (1959) - Jim Bathgate
- The Aquanauts Televisieserie - Corey (Afl., Killers in Paradise, 1961)
- Bat Masterson Televisieserie - Dick MacIntyre (Afl., Terror on the Trinity, 1962)
- Target: The Corrupters Televisieserie - Dan (Afl., Yankee Dollar, 1962)
- Have Gun - Will Travel Televisieserie - Moses Kadish (Afl., Man Who Struck Moonshine, 1962)
- Have Gun - Will Travel Televisieserie - Norge (Afl., Genesis, 1962)
- G.E. True Televisieserie - Fallon (Afl., Circle of Death, 1962)
- The Alfred Hitchcock Hour Televisieserie - Sgt. Cresse (Afl., The Thirty-Forrest of February, 1963)
- Rocky and His Friends Televisieserie - Verteller Rocky en Bullwinkle (Afl. onbekend, 1959-1964)
- Two on a Guillotine (1965) - Dikke man in spiegelhal (Niet op aftiteling)
- My Blood Runs Cold (1965) - Helikopter-piloot (Stem, niet op aftiteling)
- F Troop Televisieserie - Aankondiger (Afl., Scourge of the West, 1965, stem)
- Battle of the Bulge (1965) - Verteller (Niet op aftiteling)
- The Fugitive Televisieserie - Verteller (1963-1966)
- Chamber of Horrors (1966) - Verteller (Stem, niet op aftiteling)
- Countdown (1968) - Rol onbekend (Stem, niet op aftiteling)
- The Name of the Game Televisieserie - Arnold Wexler (Afl., The Power, 1969)
- It Takes a Thief Televisieserie - Rol onbekend (Afl., Situation Red, 1970, stem)
- The Dudley Do-Right Show Televisieserie - Verteller #2 (1969-1970)
- Chisum (1970) - Verteller - Opening Credits (Stem, niet op aftiteling)
- The Brotherhood of the Bell (Televisiefilm, 1970) - Bart Harris
- The High Chaparral Televisieserie - 'China' Pierce (Afl., Spokes, 1970)
- Storefront Lawyers Televisieserie - Kornedi (Afl., Survivors Will Be Prosecuted, 1970)
- D.A.: Conspiracy to Kill (Televisiefilm, 1971) - Chief Vincent Kovac
- Cannon (Televisiefilm, 1971) - Frank Cannon
- O'Hara, U.S. Treasury (Televisiefilm, 1971) - Keegan
- Gunsmoke Televisieserie - Verteller (Afl., Women for Sale: Part 1 & 2, 1973, stem)
- The Bullwinkle Show Televisieserie - Rocky and Bullwinkle Verteller/Dudley Do-Right Verteller #2 (Stem, 1961-1973)
- The F.B.I. Story: The FBI Versus Alvin Karpis, Public Enemy Number One (Televisiefilm, 1974) - Verteller
- Attack on Terror: The FBI vs. the Ku Klux Klan (Televisiefilm, 1975) - Verteller (Stem, niet op aftiteling)
- Barnaby Jones Televisieserie - Frank Cannon (Afl., Requiem for a Son, 1973|The Deadly Conspiracy: Part 2, 1975)
- The Wild, Wild World of Animals Televisieserie - Verteller (Afl. onbekend, 1973-1976, stem)
- The Macahans (Televisiefilm, 1976) - Verteller
- Cannon Televisieserie - Frank Cannon (120 afl., 1971-1976)
- Force of Evil (Televisiefilm, 1977) - Verteller (Stem)
- The City (Televisiefilm, 1977) - Verteller (Stem)
- Tales of the Unexpected Televisieserie - Verteller (Afl. onbekend, 1977, niet op aftiteling)
- How the West Was Won (Mini-serie, 1977) - Verteller (Stem, niet op aftiteling)
- Moonshine County Express (1977) - Jack Starkey
- Night Cries (Televisiefilm, 1978) - Dr. Whelan
- How the West Was Won (Mini-serie, 1978) - Verteller (Stem, niet op aftiteling)
- Keefer (Televisiefilm, 1978) - Keefer
- Buck Rogers in the 25th Century (Televisiefilm, 1979) - Opening narration and Draconian Officer (Stem, niet op aftiteling)
- The Rebels (Televisiefilm, 1979) - Verteller (Stem)
- Battles: The Murder That Wouldn't Die (Televisiefilm, 1980) - William Battles
- Buck Rogers in the 25th Century Televisieserie - Verteller (1979-1980)
- The Return of the King (Televisiefilm, 1980) - Denethor (Stem)
- Turnover Smith (Televisiefilm, 1980) - Thaddeus Smith
- The Tarzan/Lone Ranger Adventure Hour Televisieserie - The Lone Ranger (1980, stem)
- The Return of Frank Cannon (Televisiefilm, 1980) - Frank Cannon
- Side Show (Televisiefilm, 1981) - Ring Announcer (Stem)
- Nero Wolfe Televisieserie - Nero Wolfe (Afl. onbekend, 1981)
- The Mikado (Televisiefilm, 1982) - The Mikado
- The Cremation of Sam McGee: A Poem by Robert W. Service (1982) - Verteller (Stem)
- Shocktrauma (Televisiefilm, 1982) - Dr. R. Adams Cowley
- Manimal (Televisiefilm, 1983) - Verteller (Stem, niet op aftiteling)
- Trauma Center Televisieserie - Verteller (Afl., Breakthrough, 1983, stem)
- Manimal Televisieserie - Verteller (Afl. onbekend, 1983, stem)
- Murder, She Wrote Televisieserie - Maj. Anatole Karzof (Afl., Death Takes a Curtain Call, 1984)
- In Like Flynn (Televisiefilm, 1985) - Sergeant Dominic
- Vengeance: The Story of Tony Cimo (Televisiefilm, 1986) - Jim Dunn
- Hotel Televisieserie - Art Patterson (Afl., Shadows of a Doubt: Part 1 & 2, 1986)
- Killing Cars (1986) - Mr. Mahoney
- Matlock Televisieserie - D.A. James L. McShane (Afl., The Don: Part 1 & 2, 1986)
- The Highwayman (Televisiefilm, 1987) - Verteller (Stem)
- Jake and the Fatman (Televisiefilm, 1987) - Jason Lochinvar 'J.L.' McCabe
- The Highwayman Televisieserie - Verteller (Afl. onbekend, 1988, stem)
- Hudson Hawk (1991) - Verteller (Stem)
- Jake and the Fatman Televisieserie - Jason Lochinvar 'Fatman' McCabe (1987-1992)
- Bill Nye, the Science Guy Televisieserie - Rol onbekend (Afl., Garbage, 1993)

- Biblioteca Nacional de España: XX1545867
- Bibliothèque nationale de France: cb10347260m (data)
- Gemeinsame Normdatei: 1015634249
- International Standard Name Identifier: 0000 0001 1999 0612
- Library of Congress Control Number: n82090867
- MusicBrainz: 9c9c6759-c1b7-4e78-9d71-890965702ad7
- Nederlandse Thesaurus van Auteursnamen: 115104372
- SNAC: w6391svz
- Virtual International Authority File: 53035289
- WorldCat: E39PBJwtgTQTQmQw7bthhBDpfq